# دیشیدیا
دیشیدیا (نام علمی: Dischidia) نام یک سرده از زیرخانواده استبرق است. دیشیدیا گیاهی هوازی و بومی چین، هند و اغلب مناطق هندوچین است.